# Senjūshō
Senjūshō (撰集抄? lett. Florilegio di storie) è una raccolta di centoventuno racconti buddisti (仏教説話集?, bukkyō sestuwa-shū) composta in Giappone agli inizi del periodo Kamakura (1185-1333).
L'autore è sconosciuto, sebbene la raccolta sia popolarmente attribuita al monaco e poeta giapponese Saigyō, ed egli compaia come protagonista nella maggior parte delle storie. Inoltre, benché il colophon dell'opera riporti come data di pubblicazione il 1183 d.C., gli studiosi convengono che essa sia stata completata senza alcun dubbio nel secolo successivo.